# Frank Fernando Jones
Frank Fernando Jones (* 26. August 1855 in Bath, New York; † 29. Januar 1941 in Villisca, Iowa) war ein US-amerikanischer Unternehmer und Politiker der Republikanischen Partei. Er war Abgeordneter im Repräsentantenhaus von Iowa und Senator im Senat von Iowa.

## Werdegang
Nach seiner Geburt zogen seine Eltern nach Princeton, Illinois, wo er die High School besuchte. 1882 zog Jones nach Villisca in Iowa, wurde Buchhalter und hatte dort ein eigenes Geschäft für Haushaltswaren und verkaufte landwirtschaftliche Geräte. Er gehörte zudem dem Stadtrat von Villisca an. Von 1904 bis 1909 war er Abgeordneter im Repräsentantenhaus von Iowa und von 1913 bis 1917 Senator im Senat von Iowa. 1940 schrieb Jones das Buch Reminiscences of Events in the Life of F. F. Jones. Ein Jahr später starb er in seinem Haus in Villisca. Jones war verheiratet, hatte eine Tochter und einen Sohn.
Jones galt als Verdächtiger, als 1912 acht Personen in Villisca ermordet wurden. Dieser Mord ging als Villisca axe murders in die Geschichte ein.